# NGC 5733
NGC 5733 ist eine 14,0 mag helle spiralförmige Low Surface Brightness Galaxy mit ausgeprägten Emissionslinien vom Hubble-Typ Sc im Sternbild Jungfrau. 
Sie wurde am 12. April 1864 von Albert Marth entdeckt.